# Mikiyo Tsuda
Mikiyo Tsuda (つだみきよ Tsuda Mikiyo) (født 10. januar) er en kvindelig japansk mangaka og romanillustrator, der har været aktiv siden 1998. Navnet er et af to pseudonymer, hun bruger som mangaka, det andet er Taishi Zaou (蔵王大志 Zaou Taishi). Under navnet Taishi Zaou laver hun primært boys love (kærlighed mellem drenge), mens det under navnet Mikiyo Tsuda gælder comedy-shoujo (humor, henvendt til teenagepiger). Årsagen til de to forskellige navne var primært, at hun ville hemmeligholde for sin familie, at hun lavede mangaer om homoseksuelle forhold. Men da de alligevel begyndte at spørge til hendes mangaer, valgte hun gå til bekendelse.
En af hendes gode venner og kollegaer er Eiki Eiki. De samarbejder ofte om deres mangaer og doujinshier og har autografsessioner sammen. Eiki Eiki har desuden nogle gange fungeret som manager for hende.
Mange mangaka skaber ofte en persona til at forestille dem selv i den del af mangabindene, der ikke hører til historien, altså forfatterens efterord og bemærkninger. Mikiyo Tsudas persona er en teddybjørn iført en rød flip med en klokke i midten. Valget skyldes, at hun ofte fik at vide, at hun mindede om Peter Plys.
Et karakteristika for både Tsuda- og Zaou-mangaerne er, at hun under smudsomslagene laver satire over de aktuelle bind. Princess Princess gemmer f.eks. således på den lille serie Prince Prince, mens Haru Natsu Aki Fuyu gemmer på et uinviteret kig ind i figurerne omklædningsrum.
Ingen af mangaerne er oversat til dansk, men en del foreligger på engelsk og/eller tysk.

## Mangaer

### Under navnet Mikiyo Tsuda
- The Day of Revolution (革命の日 Kakumai no Hi) (2 bind, 1999-2001)
- Family Complex (ファミリー・コンプレックス Famirii Compurekkusu) (1 bind, 2000)
- Princess Princess (プリンセス・プリンセス Purinsesu Purinsesu) (5 bind, 2002-2007)
- Princess Princess Plus (プリンセスプリンセス+ Purinsesu Purinsesu+) (1 bind, 2007) – Efterfølger til Princess Princess
- Atsumare! Gakuen Tengoku (あつまれ!学園・天国) (3 bind, 2008-2010)

### Under navnet Taishi Zaou
- Electric Hands (エレクトリック・ハンズ Erekutorikku Hanzu) (1 bind, 1998) – Samling af fire historier, bl.a.a. Electric Hands og Brothers Battle.
- Secret Love (恋は異なもの妙なもの Koiha Ina Mono Mouna Mono) (1 bind, 2002)
- Living for Tomorrow (僕たちは明日に向かって生きるのだ Bokutachi wa Asu ni Mukatte Ikiru Noda) (1 bind, 2005)
- Aruji no Oose no Mama ni (主のおおせのままに Aruji no Oose no Mama ni) (1 bind, 2005) - Antologi med tolv historier, herunder et par ekstrahistorier til Electric Hands.

Desuden har hun bidraget til antologi-serien Yuri Hime Wildrose.

### Som Taishi Zaou sammen med Eiki Eiki
- Color (1 bind, 1999)
- Haru Natsu Aki Fuyu (春夏秋冬) (1 bind, 2007) – Samling af historier tidligere bragt i Yuri Hime, så som She-Wolf, First Kiss og Her.
- Renai Idenshi XX (恋愛遺伝子XX Renai Idenshi XX) (2 bind, 2009-2013)
- Love Stage!! (ラブ・ステージ!! Rabu Suteeji) (4 bind, 2010- )

Color blev skrevet og tegnet i fællesskab, mens de øvrige er skrevet af Eiki Eiki og tegnet af Taishi Zaou.

## Illustrationer til romaner (udvalgte)
- Fevered Kiss (キスの温度 Kisu no Undo) (1 bind, 2002 – Som Taishi Zaou for Akira Kuga.
- Green Light (グリーン ライト Guriin Raito) (1 bind, 2007) – Som Taishi Zaou for Yura Tamaki.
- Seinto Batoraazu (セイント・バトラーズ Seinto Batoraazu) (7 bind, 2008-2010) – Som Mikiyo Tsuda for Yuki Shima.
- Back Stage!! (3 bind, 2010- ) - Som Taishi Zaou for Eiki Eiki og Kazuki Amano. Spin-off til Love Stage!!.

## Artbooks
- Zaou Taishi Gashuu – Shounen yo Taishi wo Idake Z (蔵王大志画集―少年よ大志を抱けZ Taishi Zaou Illustrations) (2003)
- Tsuda Mikiyo Gashuu – Shounen yo Taishi wo Idake T (つだみきよ画集―少年よ大志を抱けT Mikiyo Tsuda Illustrations) (2003)
- Princess Princess Premium (プリンセス・プリンセス・プレミアム Purinsesu Purinsesu Puremiamu) (2007)

Ved samtidig køb af de to førstnævnte medfulgte desuden doujinshien Petit Shounen yo Taishi wo Idake P.

## Doujinshi
Udover de almindelige mangaer har Mikiyo Tsuda også lavet en række doujinshier siden 1994. Også her er der flere navne i brug: 
- HIDDEN var en kreds, der 1994-1995 udsendte en håndfuld doujinshier baseret på Yu Yu Hakusho. Til disse benyttedes skabernavnene Taishi Kuroda og Hitoshi Tsuda.
- Zaougumi er hendes egen kreds, som siden 1996 har udsendt henved fyrre egentlige doujinshier med udgangspunkt i bl.a.a. Gundam Wing, Evangelion og Detektiv Conan. Under samme navn er også udsendt en serie på 13 skitsesamlinger Rakugaki Dokuhon.
- Kozouya er en kreds sammen med Eiki Eiki, der siden 1996 har udsendt over tredive doujinshier med udgangspunkt i bl.a.a. Gundam Seed og Keroro Gunsou.

Under både Zaougumi og Kozouya er også udsendt forskellige doujinshier med udgangspunkt i hendes egne serier, heriblandt Princess Princess, The Day of Revolution og Electric Hands.
Generelt gælder i øvrigt for doujinshierne, at de som normalt for den slags er distribuerede i begrænsede oplag på messer. Ingen af dem er så vidt vides oversat til andre sprog end japansk.